# Psittacanthus ramiflorus
Psittacanthus ramiflorus là một loài thực vật có hoa trong họ Loranthaceae. Loài này được (Moc. & Sessé ex DC.) G. Don miêu tả khoa học đầu tiên năm 1834.